# Megrelija
Megrelija, Mingrelija (gruz. სამეგრელო Samegrelo) je povijesna provincija na zapadu Gruzije, ranije poznata kao Odiši.
Naseljena je Mingrelima, etničkom gruzijskom podskupinom.

## Zemljopis
Megrelija graniči s odmetnutom pokrajinom Abhazijom na sjeverozapadu, Svanetijom na sjeveru, Imeretijom na istoku, Gurijom na jugu i Crnim morem na zapadu.
Administrativno, povijesna pokrajina Megrelija je uklopljena sa sjevernim dijelom susjedne planinske provincije Svanetije i čini regiju Megrelija-Gornja Svanetija (Samegrelo-Zemo Svaneti), s glavnim gradom Zugdidijem.

## Povijest
U antičko doba, Megrelija je bila glavni dio kraljevstva Kolhide (9. – 6. stoljeće pr. n. e.) i kraljevstva Lazike (4. stoljeće pr. n. e. - 6. stoljeće n. e.) Od 11. do 15. stoljeća dio je ujedinjene Kraljevine Gruzije. Od 16. stoljeća do 1857. godine, kao nezavisna kneževina pod vlašću je doma Dadiani.
U prosincu 1803. godine, kneževina dolazi pod okrilje Ruskog Carstva, sporazumom između ruskog cara i megrelskog princa Grigola Dadianija. Posljednji odrasli primc, David Dadiani, umro je 1853. godine, ostavivši svoju ženu Ekaterinu, kao regenta svom mladom sinu Nikolaju. Međutim, 1867. godine, kneževina je ukinuta i ugrađena u Rusko Carstvo. Princ se službeno odrekao prava na prijestolje 1868. godine.
Od 1918. do 1921. godine, Megrelija je dio Demokrateske Republike Gruzije. Godine 1921., Gruzija je sovjetizirana i kasnije postala dijelom SSSR-a. 9. travnja 1991. Gruzija je postala neovisna, a u njenom sastavu se nalazi povijesna pokrajina Megrelija.